# Nematalosa galatheae
Nematalosa galatheae és una espècie de peix pertanyent a la família dels clupeids.

## Descripció
- Pot arribar a fer 16,3 cm de llargària màxima.
- 17-26 radis tous a l'aleta anal.[5][6]

## Hàbitat
És un peix d'aigua dolça, salabrosa i marina; pelàgic-nerític; anàdrom i de clima tropical (24°N-0°, 73°E-110°E).

## Distribució geogràfica
Es troba a la costa sud-occidental de l'Índia, la costa tailandesa del mar d'Andaman, el golf de Tailàndia, Penang, Singapur i el Vietnam.

## Observacions
És inofensiu per als humans.